# Ленні Леонард
Ленні Леонард (англ. Lenny Leonard) — один з вигаданих персонажів мультсеріалу Сімпсони. Ленні працює на Спрингфілдській АЕСі є близьким другом Карла Карлсона та Гомера Сімпсона. Разом з Карлом Карлсоном разом посідають шосте місце в рейтингу IGN найкращих периферійних персонажів Сімпсонів.

## Біографія
Точні біографічні дані Ленні відсутні. Відомо, що Ленні на півтора року старший від Гомера — отже йому мусить бути 39 років. Перша згадка про дитинство Ленні з'являється в епізоді про табір товстунів(насправді то був табір для бідних, а у табір для товстунів потрапив Гомер, коли впав зі скелі) у якому він у 12-річному віці познайомився з Гомером Сімпсоном. Ще змалку Ленні був знайомий з Карлом Карлсоном, з яким залишався другом протягом усього свого життя. У віці 16 років Ленні товаришував з Мардж, майбутньою дружиною Гомера. Із серіалу з'ясовується, що Ленні народився у Чикаго, що він буддист і що він частково має російське коріння (зокрема, його бабуся відсиділа 20 років у радянських таборах). Ленні працює на Спрингфілдській АЕС разом зі своїми друзями, але він також часто зображений на інших роботах: коли Монтгомері Бернс збанкрутував, Ленні став директором, в одному зі снів Гомера він стає президентом США.

## Особливості персонажу

### Зовнішність
Ленні  є співробітником Гомера. Як і Гомер — він одягається досить буденно і примітивно: чорні штани, зелена сорочка і підтяжки. Ленні дуже дбає про своє волосся і має чудову зачіску (на відміну від Гомера), що стає об'єктом численних жартів на роботі. Він також дбає про свій зовнішній вигляд і не шкодує на це гроші: коли Ленні виграв 2500 доларів від продажу акцій, він зробив собі пластичну операцію, у результаті котрої його обличчя на деякий час залишалося у постійній посмішці. Також Ленні має найкращого друга Карла Карлсона, з яким він живе разом в одній квартирі, що стало приводом для жартів Гомера щодо гомосексуальних зв'язків своїх друзів. Пізніше, коли в одній із серій він став священником — він одружив усі гомосексуальні пари міста і з усіх сил тиснув на Ленні й Карла, щоб вони теж одружились.

### Вік
Як і Гомер, вік Ленні не є точно визначеним і варіюється від 35 до 40 років, потім знову змінюється на менший. У серії Спрингфілд росте, Ленні й Гомерові було 40 років, проте у 19 сезоні Гомер казав, що йому 39.За різними епізодами незрозуміло, чи Ленні старший чи молодший від Гомера. Гомер народився 12 травня 1956,а про Ленні було сказано, що
він народився у день кривавої революції на Далекому Сході, що була не раніше 1957 року.

## Фінансове і сімейне становище
Ленні неодружений і це іноді відчайдушно намагалась виправити Мардж, яка вважає, що головне щоб була дружина й діти. Але Ленні не робить нічого, щоб могло сподобатись жінкам — увесь свій вільний час він п'є пиво разом з Гомером та друзями у Таверні Мо. Фінансове становище Ленні чітко не визначене — у серії «Мардж — маклер» (у котрій Мардж продала Фландерсам «Будинок Жаху», а Гомер побив Снейка на даху його ж машини), Ленні мав жалюгідний будинок і не мав за що жити. Однак, пізніше він мав чудову квартиру і плазмовий телевізор з тенісним майданчиком. У серіалі Ленні часто показується звичайним робітником, який випадково розбагатів. Наприклад, те, що він купив спортивну машину і вставив діамант у зуб і пупок свідчить про те, що він зовсім не бідний. На відміну від інших працівників АЕС він має науковий ступінь з фізики, але нічим не відрізняється від інших працівників — ні розумом, ні працьовитістю, ні здібностями.